# ジェームズ・ダルリンプル (第3代ステア伯爵)
第3代ステア伯爵ジェームズ・ダルリンプル（英語: James Dalrymple, 3rd Earl of Stair、1700年以降 – 1760年11月13日没）は、スコットランド貴族。

## 生涯
ウィリアム・ダルリンプル閣下（1678年 – 1744年、初代ステア伯爵ジョン・ダルリンプルの息子）と第4代ダンフリーズ女伯爵ペネロープ・クライトン（1742年没）として生まれた。
1728年7月2日に上級弁護士（advocate）になった。
1747年5月9日に伯父にあたる第2代ステア伯爵ジョン・ダルリンプルが死去した。2代伯爵は爵位をいったん返上して再叙爵を受け、爵位と遺産継承者の指名権を手に入れたが、貴族院は1748年5月4日に爵位継承者への指名権を無効とする判決を下し、ジェームズ・ダルリンプルがステア伯爵の爵位を継承した。一方、遺産継承者の指名権は有効と判断され、ジョン・ダルリンプル（3代伯爵の叔父の息子）が遺産を継承した。
1760年11月13日に生涯未婚のままウィッグトンシャーで死去、兄ウィリアムが爵位を継承した。